# Walki o Salamaua – Lae – Finschhafen

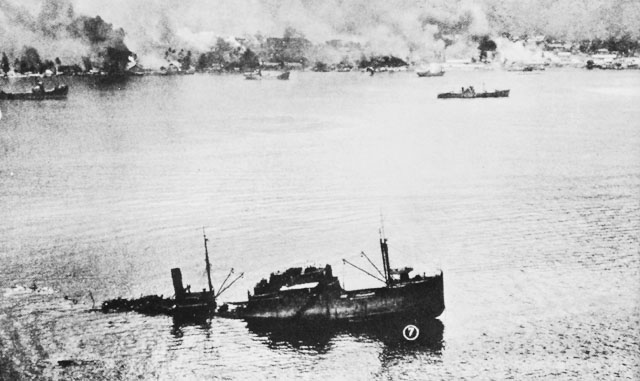
Bombardowanie portu w Rabaulu

Walki o Salamaua – Lae – Finschhafen – szereg bitew toczonych podczas kampanii nowogwinejskiej II wojny światowej. Siły australijskie i amerykańskie dążyły do przejęcia kontroli nad cieśninami Witiaz i Dampiera oddzielającymi Nową Gwineę od Nowej Brytanii. By to osiągnąć konieczne było opanowanie trzech baz japońskich na terytorium Nowej Gwinei Australijskiej: Lae, Salamaua i Finschhafen. 
Kampanię przeciw tym celom rozpoczął 22 kwietnia 1943 roku atak sił australijskich na pozycje japońskie pod wioską Mubo. Pierwszą część kampanii zakończyło zdobycie Lae, co nastąpiło 16 września, po czym miał miejsce atak na Finschhafen, które to działania zakończyły się w styczniu 1944 roku. 
Walki te były fragmentem operacji „Cartwheel”, której celem było izolowanie wielkich baz japońskich w Rabaulu i Kaviengu oraz przełamanie tzw. „bariery Bismarcka”, czyli zewnętrznego pierścienia obrony Wysp Japońskich od południa.

## Tło wydarzeń
Nowa Gwinea to – po Grenlandii – druga co do wielkości wyspa świata. Jej wnętrze zajmują potężne, ciągnące się równoleżnikowo, łańcuchy górskie, z podnóży których wypływają wielkie – żeglowne na znacznym odcinku – rzeki, jak Fly (1130 km) czy Sepik (1200 km), ale sztabowców alianckich w 1942 roku interesowała 180-kilometrowa Markham i jej dopływ Bulolo. W dolinach tych dwóch rzek Australijczycy znaleźli w latach trzydziestych XX wieku złoto. W powstałej wówczas miejscowości Wau wyrósł ludny ośrodek wydobywczy, ale wszystko – od maszyn górniczych po materiały budowlane i żywność, a nawet konie wyścigowe dla rozrywki – trzeba było sprowadzać z Portu Moresby drogą powietrzną. Zasoby złota szybko się wyczerpały, ale nabyte wówczas doświadczenia logistyczne miały zostać ponownie wykorzystane w czasie zbliżającej się wojny.
Australia w początkowej fazie konfliktu była osamotniona i zdana na własne, niewielkie siły. Jej Korpus Ekspedycyjny walczył z Włochami i Niemcami w Afryce Północnej, a do obrony Nowej Gwinei mogła przeznaczyć tylko niewielkie siły lokalne i dopiero organizowaną 2 Armię. Jednak dość szybko – w czasie walk na szlaku Kokoda i o Buna-Gona – zdołano sformować kilka dywizji, które uzyskały wsparcie lotnictwa i floty amerykańskiej i zdołały podjąć zwycięską kampanię. Jej skutkiem było wyparcie Japończyków z najważniejszych baz na terytorium Papui Australijskiej. 

### Japończycy
Jednym z głównych japońskich celów strategicznych było – po opanowaniu Holenderskich Indii Wschodnich – odizolowanie Australii, a zwłaszcza przecięcie szlaków żeglugowych łączących ją ze Stanami Zjednoczonymi. W tym celu postanowiono opanować archipelag Wysp Salomona oraz główny port i ośrodek administracji australijskiego terytorium Papui, Port Moresby. W roku 1942, po przegranej bitwie na Morzu Koralowym, co uniemożliwiło zajęcie Portu Moresby desantem, Japończycy postanowili zaatakować miasto od strony lądu. W tym celu utworzyli bazy w dużym mieście Lae i niewielkim ośrodku portowym Salamaua na północnym wybrzeżu Nowej Gwinei. W obu tych miejscach wysadzono desant 8 marca 1942 roku, przy tym 10 marca amerykańskie lotnictwo pokładowe zatopiło tam u wybrzeży kilka transportowców. Salamaua, położona 35 kilometrów na południe od Lae, miała być punktem wypadowym ataku (operacja Mo). Gdy walki na szlaku Kokoda i bitwa o Buna-Gona zakończyły się niepowodzeniem, Japończycy – poważnie zaniepokojeni amerykańskimi postępami na Wyspach Salomona, co groziło odcięciem bazie armii i floty w Rabaulu, a tym samym uniemożliwieniem dalszej ekspansji na południe – zdecydowali się na utrzymanie za wszelką cenę obszaru zatoki Huon, nad którą leżą Salamaua i Lae.
Na przeszkodzie utrzymania tak rozległego obszaru stanęły jednak przeszkody natury logistycznej; przewaga aliantów w powietrzu i patrolujące wody przybrzeżne kutry typu PT poważnie utrudniały dostawy zaopatrzenia. Na odcinku Salamaua – Lae Japończycy mieli około 10 000 personelu: 2500 marynarzy i piechoty morskiej oraz 7500 żołnierzy wojsk lądowych, z czego ponad połowę zgrupowano wokół portu Salamaua. Wysunięte siły obrony opierały się na wydzielonej z 51 Dywizji Piechoty Cesarskiej Armii Japońskiej jednostce wielkości brygady, którą dowodził generał-major Toru Okabe. 
W grudniu 1942 roku naczelne dowództwo japońskie postanowiło przerzucić do Rabaulu około 105 tysięcy żołnierzy z Chin i Japonii. Miało to pozwolić siłom japońskim na odzyskanie stanu posiadania na południu po niepowodzeniach w walce o Guadalcanal, skąd musiano się w styczniu ewakuować. Wojska były potrzebne pod Lae, gdzie spodziewano się alianckiego natarcia celem odblokowania australijskiego garnizonu Wau, który odpierał ataki japońskie zaopatrywany wyłącznie drogą powietrzną. Garnizon ów, zwany potocznie „Kanga Force”, był nieliczny i wymagał wzmocnienia, bowiem gdyby lotnisko w Wau wpadło w ręce Japończyków, Port Moresby znalazłby się w zasięgu ich samolotów myśliwskich. Dowódca sił australijskich na Nowej Gwinei (New Guinea Force), gen. Thomas Blamey, wysłał drogą powietrzną do Wau 17 Brygadę Piechoty z bronią, amunicją, zaopatrzeniem i dwiema 25-funtowymi haubicami. 
W styczniu 1943 roku Okabe, który otrzymał posiłki w postaci 102 Regimentu Piechoty, próbował zaatakować Wau, ale został ze znacznymi stratami odparty. Dopiero ta akcja japońska zwróciła uwagę sztabów alianckich na Salamauę i Lae. Zdecydowano, że siły nieprzyjaciela zepchnie w kierunku wybrzeża przerzucona właśnie do Wau, dowodzona przez generała-majora Stanleya Savige'a, australijska 3 Dywizja Piechoty (dalej 3 DP).

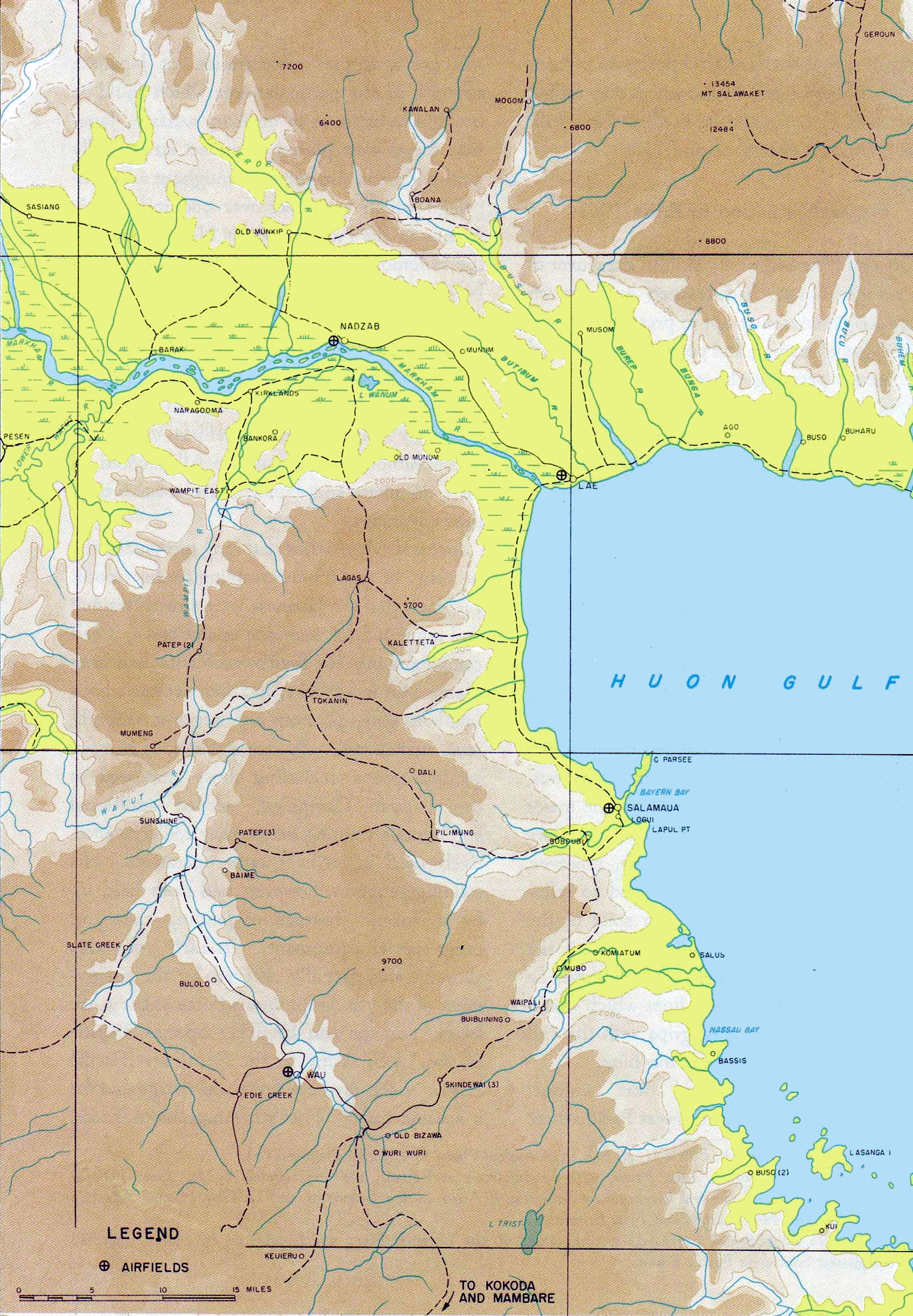
Mapa obszaru wokół Salamaua i Lae

W marcu wiceadm. Gun’ichi Mikawa zadecydował o skierowaniu do Lae 51 Dywizji Piechoty. Planowana operacja była bardzo ryzykowna ze względu na alianckie panowanie w powietrzu w tym rejonie, a szczególnie w okolicach cieśniny Witiaz, przez którą statki z wojskiem musiały przepłynąć. 28 lutego w Zatoce Simpsona w Rabaulu sformowany został konwój składający się z 8 niszczycieli i 8 statków transportowych; ich osłonę miało zapewniać około 100 myśliwców. Rozmieszczone w bazach na Nowej Gwinei lotnictwo alianckie, dowodzone przez gen. George’a Kenneya, było przygotowane na taką ewentualność: samoloty 5 Floty USAAF wraz z samolotami RAAF zaatakowały konwój japoński. Większość celów została w czasie bitwy zniszczona, a do Lae dotarło około 850 bezbronnych żołnierzy armii cesarskiej.
Japończycy zostali więc zdani na okręty podwodne (przewiozły w kwietniu 184 żołnierzy), barki desantowe (293 w kwietniu i maju) i niszczyciele (od kwietnia do sierpnia kolejno 333, 269, 533, 250 i 195 ludzi). Było to o wiele za mało, by powstrzymać spodziewaną aliancką ofensywę.

### Alianci
Naczelny dowódca sił alianckich na południowo-zachodnim Pacyfiku (ang. Commander–in–Chief South West Pacific Area, w skr. CINCSWPA), gen. Douglas MacArthur, zdecydował, że główny ciężar uderzenia wezmą na siebie Australijczycy, których dowódca, gen. Blamey, był jednocześnie dowódcą alianckich sił lądowych na tym obszarze. Podlegała mu utworzona w lutym 1943 roku amerykańska 6 Armia generała porucznika Waltera Kruegera (I Korpus oraz wydzielony 503 Regiment Powietrznodesantowy – dalej 503 RPD), a także trzy dywizje piechoty i liczne oddziały wsparcia 1 Armii Australijskiej (tzw. New Guinea Force). Kwatera główna Blameya znajdowała się w Porcie Moresby. Tam też formowano wysunięte punkty dowodzenia dla poszczególnych operacji.
Alianckie siły morskie, którymi dowodził wiceadmirał Arthur Carpender z US Navy, składały się z amerykańskiej VII Floty i znacznej części flot australijskiej i holenderskiej marynarki wojennej. Najważniejszym dla nadchodzącej operacji elementem sił Carpendera był VII Zespół Amfibijny, zorganizowany na początku 1943 roku.
Generał porucznik George Kenney był dowódcą alianckich sił powietrznych. Podlegała mu jego własna 5 Armia Lotnicza oraz Royal Australian Air Force pod dowództwem wicemarszałka Williama Bostocka. 5 Armią, z przyczyn formalnych, zawiadywał zastępca Kenneya, generał brygadier Ennis Whitehead. Główna kwatera sił powietrznych znajdowała się w Brisbane, a wysunięte dowództwo w Porcie Moresby. Od marca alianckie siły lotnicze były nieustannie wzmacniane i z końcem sierpnia liczyły 197 bombowców i 598 myśliwców.
Najważniejszym zadaniem było zbudowanie lotnisk dla samolotów myśliwskich, które mogłyby uczestniczyć w akcjach nad Lae i Finschhafen. Lądowisko w Wau było niewystarczające i znane Japończykom, dlatego wyznaczono jednego z oficerów z zadaniem znalezienia właściwych miejsc. W maju oficer ów odkrył zapomniany pas startowy z okresu gorączki złota, położony koło wioski Marilinan; wystarczyło go tylko uporządkować. Lotnisko to miało jednak wady: gen. Whitehead obawiał się, że w porze deszczowej pas startowy zmieni się w grząskie błoto. Wkrótce znaleziono nieopodal odpowiednie miejsca w Tsili Tsili i Bena Bena. Australijczycy i tubylczy robotnicy zbudowali tam trawiaste pasy; przy czym lotnisko w Tsili Tsili zamaskowano tak, iż sprawiało wrażenie zniszczonego i opuszczonego. Japońskie samoloty dokonały nalotu na Tsili Tsili 15 i 16 sierpnia, nie wyrządziły większych szkód i zostawiły bazę w spokoju (od 26 czerwca stacjonowało tam 3000 żołnierzy oraz dywizjon myśliwski), natomiast nieobsadzony pas w Bena Bena był atakowany wielokrotnie.

## Salamaua

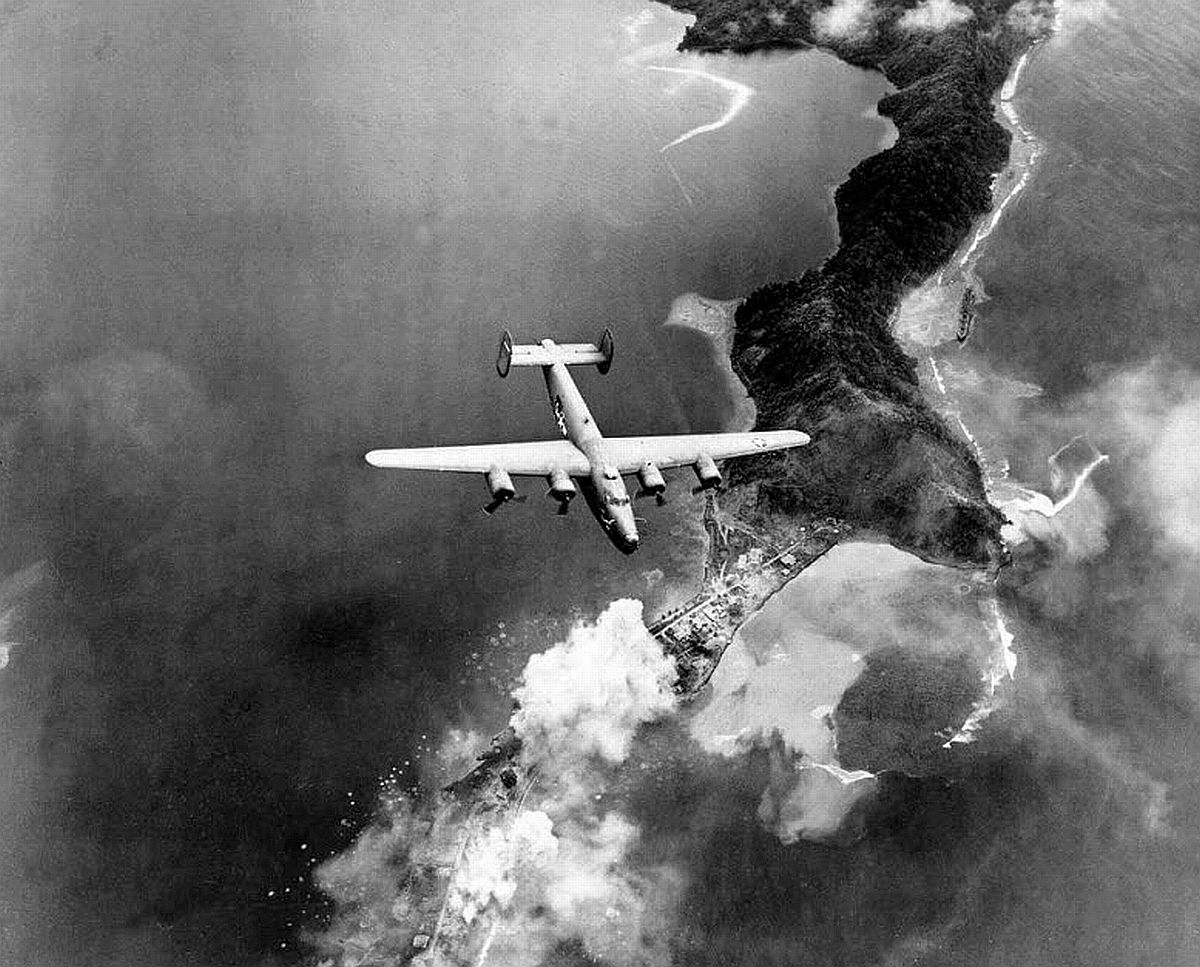
B-24 Liberator bombarduje Salamauę

W okresie od 22 kwietnia do 29 maja 1943 roku australijski 7 Batalion z 3 DP, mimo że jego linia frontu była nadmiernie rozciągnięta, atakował najdalej na południe wysunięte placówki japońskie w okolicy wioski Mubo. Nie zrobił wprawdzie znacznych postępów jednak jego działania umożliwiły akcję 3 Batalionowi Komandosów, który obszedł stanowiska japońskie i zaatakował je na paśmie wzgórz Bobdubi. Japończycy ponieśli wówczas poważne straty. W maju i czerwcu 3 DP odparła kilka silnych kontrataków japońskich.
Jednocześnie przygotowywano desant w zatoce Nassau. Miała tego dokonać „MacKechnie Force”, czyli wzmocniony kilkoma kompaniami „Seabees” 1 Batalion 162 Regimentu Piechoty amerykańskiej 41 DP, dowodzonego przez pułkownika Archibalda MacKechniego. „MacKechnie Force” stacjonowała od lutego w Morobe, gdzie osłaniała bazę kutrów PT, ale została zluzowana pod koniec czerwca. W nocy 29 czerwca nastąpiło lądowanie i wyładunek ciężkiego sprzętu, co – chociaż popełniono wiele błędów – odbyło się bez strat. Japoński posterunek wycofał się w pośpiechu w głąb dżungli, bowiem żołnierze, którzy nigdy nie widzieli buldożera, wzięli go za czołg. Następnego dnia, mimo oporu Japończyków, Amerykanie dotarli do południowej odnogi rzeki Tabali, a 2 lipca – po nawiązaniu kontaktu z pododdziałami australijskiej 3 DP – przyczółek został oczyszczony z nieprzyjaciół i zabezpieczony. Siły alianckie nad zatoką Nassau, wobec braku dróg i morskich środków transportowych, skazane były na zaopatrzenie ze zrzutów. Samoloty C-47 dostarczały żywność i amunicję, a choć początkowo miały miejsce pewne niedociągnięcia (np. zrzucono wyłącznie racje żywnościowe typu B, wymagające gotowania, a wojsko na przyczółku nie miało kuchni polowych), wszystkie dość szybko udało się naprawić.
Równolegle z działaniami na lądzie prowadzono operacje powietrzne. W lipcu niemal każdego dnia obszar Salamaua – Lae był intensywnie bombardowany. B-25 wykonały czterysta lotów bojowych, B-24 sto, Bostony (RAAF) czterdzieści pięć, A-20 (RAAF) trzydzieści pięć, B-17 trzydzieści, a B-26 siedem. W dniach 20–23 lipca ciężkie bombowce zaatakowały japońską bazę zaopatrzeniową w Madangu. Na morzu lotnicy Kenneya też odnosili sukcesy. 28 lipca dwa niszczyciele japońskie „Ariake” i „Mikazuki”, eskortujące konwój na przylądek Gloucester, weszły tuż przed celem na rafy. Następnego dnia zostały wykryte przez formację B-25 i zniszczone. Jednak głównym obiektem zainteresowania Kenneya była bardziej odległa baza japońska Wewak, gdzie nieprzyjaciel gromadził znaczną liczbę samolotów. Dowódca alianckich sił powietrznych nie mógł ryzykować wyprawy bombowej bez osłony myśliwców, a więc musiał poczekać na ukończenie lotniska Tsili Tsili, co nastąpiło w połowie sierpnia. Wcześniej nie pozwalał załogom bombowców zapuszczać się w okolice Wewaku, chcąc w ten sposób wpoić w nieprzyjaciela przekonanie, że ich baza jest bezpieczna i znajduje się poza zasięgiem lotnictwa sprzymierzonych. 
13 sierpnia samoloty dalekiego rozpoznania dostarczyły zdjęcia czterech lotnisk wokół Wewaku; naliczono na nich 199 ciasno stłoczonych samolotów. Rajdy ciężkich i lekkich bombowców w osłonie myśliwców nastąpiły w dniach 17–18 sierpnia i przyniosły nadzwyczajne rezultaty. Raport Kenneya informował o dwustu zniszczonych maszynach wroga, co w jakiś czas później naczelne dowództwo USAAF skorygowało podając liczbę 175 maszyn. Po wojnie – gdy odczytano raporty japońskie – okazało się, że Japończycy stracili połowę tego, co podał Kenney, ale i tak były to straty na tyle duże, że japońska 4 Armia Powietrzna musiała zrezygnować z masowych nalotów na Port Moresby, zatokę Milne’a, obszar Buna–Gona, czy Wau. 

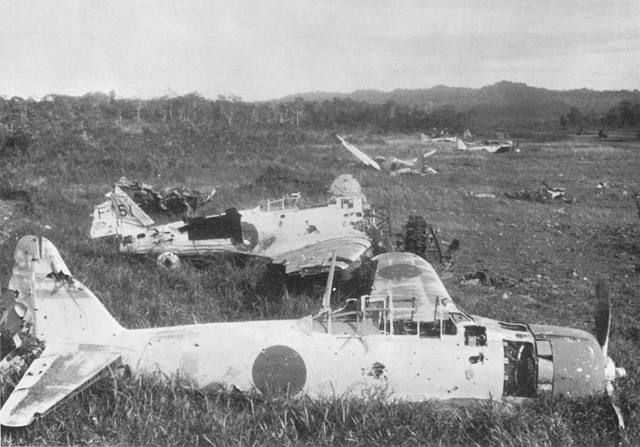
Japońskie samoloty zniszczone na lotnisku pod Lae

Tydzień po lądowaniu Amerykanów w zatoce Nassau australijska 17 Brygada ze składu 3 DP ponownie uderzyła na pozycje japońskie pod Mubo. Wobec grożącego im uderzenia z dwóch stron Japończycy opuścili ten rejon i wycofali się na północ, do pasma wzgórz Tambu, leżących około 10 km przed Salamauą. Jednocześnie do ugrupowania „MacKechnie Force” dołączyły pozostałe siły 162 Regimentu Piechoty tworząc „162 Regimentowy Zespół Bojowy” (ang. Regimental Combat Team, dalej 162 RCT), który ruszył wzdłuż wybrzeża. W rezultacie oddziały alianckie na tym odcinku zostały do 14 sierpnia uformowane w kształt podkowy od wzgórz Tambu na zachodzie, po przylądek Dot na wschodzie.
W pierwszym tygodniu września wojska australijskie, wzmocnione elementami amerykańskiej 41 DP, osiągnęły rzekę Francisco wpadającą do morza na południe od lotniska w Salamaua. Północne brzegi rzeki, wezbranej po fali tropikalnych deszczów w pasmach okalających ją wzgórz, zostały przygotowane przez Japończyków do długotrwałej obrony. Obrońcy wykopali kilka linii okopów wzmocnionych gniazdami karabinów maszynowych i bunkrami z pni palm kokosowych. Wydawało się, że mimo poważnego wzmocnienia sił (23 sierpnia 3 DP Savige'a zluzowała wypoczęta australijska 5 DP generała majora Edwarda Milforda) pozycje te będzie bardzo trudno przełamać. Tymczasem 8 września rozpoznanie doniosło, że nieprzyjaciel nie wykazuje żadnej aktywności. Dla zorientowania się w sytuacji wysłano australijski pluton zwiadu. Żołnierze przebrnęli rwący nurt Francisco tylko po to, by potwierdzić, że Japończyków nie ma. 
Powodem wycofania się Japończyków z rejonu miasta i portu Salamaua był aliancki desant przeprowadzony 4 września na wschód od Lae. W tej sytuacji 5 DP przekroczyła całością sił rzekę i do wieczora 12 września opanowała Salamaę. Koszt tego zwycięstwa był jednak niemały i wyniósł 2554 zabitych i rannych. Sam tylko amerykański 162 RCT miał 102 zabitych i 447 rannych. Na odcinku od Mubo i zatoki Nassau naliczono 1272 ciała Japończyków. Cała reszta ich około 8–tysięcznych sił wycofała się do Lae. Marsz odwrotowy przez błotnistą nadmorską dżunglę trwał cztery dni i noce i kosztował Armię Cesarską setki zabitych i zmarłych z wycieńczenia lub chorób.

## Operacja Postern
Nazwa kodowa głównego członu operacji (Postern, czyli „tylne” lub „boczne wejście”) dokładnie odzwierciedlała cęgowe uderzenie, na które składały się desant morski na wschód od Lae z równoczesnym desantem z powietrza pod miejscowością Nadzab, odległą o około 50 km na zachód od głównego celu uderzenia. Do jej przeprowadzenia niezbędne było przygotowanie odpowiednio dużych flot desantowych, a więc nagromadzenie w Porcie Moresby i w zatoce Milne niezbędnych środków. Było to możliwe dopiero z końcem sierpnia 1943 roku. Przeprowadzona w rezultacie operacja była pierwszą kombinowaną desantową akcją powietrzno–morską w dziejach wojny na Pacyfiku. Dodatkowym celem miał być port w Finschhafen, odległy od Lae około 80 km.

### Lae – Nadzab

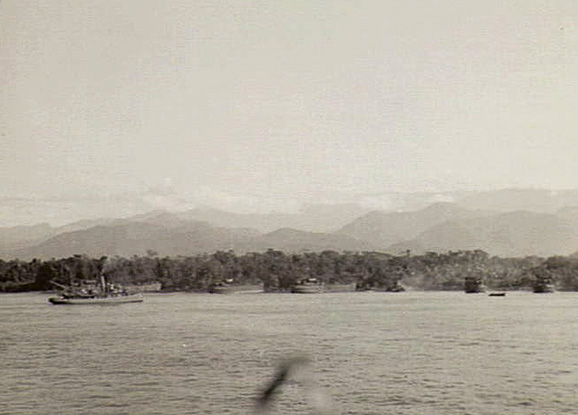
4 września 1943. Lądowanie na wschód od Lae

1 września australijska 9 DP, dowodzona przez generała majora George’a Woottena, zaokrętowała się w zatoce Milne’a na okręty APD 76 Grupy Uderzeniowej (dalej 76 TF) kntradm. Daniela Barbeya, które następnego dnia odpłynęły do Buny i Morobe, gdzie do 76 TF dołączyło pięćdziesiąt siedem jednostek desantowych 2 Specjalnej Brygady Inżynieryjnej (dalej 2 SBI), które zostały tam zgromadzone pod koniec sierpnia. W nocy z 3 na 4 września cała armada wyruszyła ku odległej o około 120 km miejscowości Lae, docierając o świcie do wyznaczonych plaż na wschód od celu ataku. O godzinie 6.18, kilka minut po wschodzie słońca, pięć amerykańskich niszczycieli przeprowadziło 10-minutowy ostrzał wybrzeża, po czym szesnaście barek desantowych LCI ruszyło ku brzegowi („plaża czerwona”) niosąc pierwszą falę uderzeniową 20 Brygady Piechoty (dalej BP). Brygada wylądowała na terenie plantacji Bulu, około 26 km od Lae, bez oporu ze strony nieprzyjaciela. Dwie minuty po pierwszej lądowała druga fala uderzeniowa („plaża żółta”) 26 Brygady Piechoty. Niewielka grupa znajdujących się tam żołnierzy japońskich wycofała się bez walki. Piętnaście minut później LCI dostarczyły na plaże dalsze fale desantu, a za nimi podążyły większe środki desantowe LCT i LST. Cała dywizja znalazła się na brzegu do godziny 8.30, a do 10.30 na plaże dostarczono 1500 ton zaopatrzenia. Wieczorem przyczółek był zabezpieczony, a 26 BP i 2 Batalion 17 BP przekroczyły wezbraną rzekę Busu i ruszyły w kierunku Lae. 
Wprawdzie wojska lądowe przeciwnika nie stawiały początkowo oporu, inwazji próbowało przeciwstawić się japońskie lotnictwo. Immamura wysłał 80 samolotów z Rabaulu nim jeszcze aliancki konwój opuścił zatokę Milne’a, ale na przeszkodzie stanęła mgła zalegająca nad Nową Brytanią. Prowadzący dalekie rozpoznanie niszczyciel USS „Reid” wykrył je przy pomocy radaru. gdy były na wysokości bazy Gasmata. Natychmiast do akcji ruszyło czterdzieści P-38 i dwadzieścia P-47, które dopadły wyprawę japońską nad chmurami i rozproszyły. Kilka japońskich bombowców przedarło się jednak i zaatakowało grupę sześciu LST w pobliżu przylądka Ward Hunt. Atak zakończył się uszkodzeniem dwóch jednostek i śmiercią ponad stu australijskich żołnierzy i amerykańskich marynarzy. W dniu lądowania, około godz. 7 – nim jeszcze pojawiła się aliancka osłona myśliwców – kilka dwusilnikowych bombowców zaatakowało bezskutecznie TF 76, ale niespodziewanie powróciły pod wieczór uszkadzając dwa LCI, rozbijając magazyn amunicji i zabijając kilku ludzi. 
Wkrótce po lądowaniu kontrolę nad wojskami (oddziałami inżynieryjnymi, zwiadowczymi, medycznymi, a przede wszystkim bojowymi) przejął z rąk adm. Barbeya gen. Wootten. 6 września, za oddziałami 26 BP, która maszerowała w pewnej odległości od wybrzeża, by uderzyć na garnizon Lae z prawego skrzydła, ruszyła brzegiem morza 24 (rezerwowa) BP. Napotkała ona na trudności terenowe w postaci rozlanych rzek i potoków (trwała właśnie pora deszczowa), które okazały się trudne do pokonania dla pojazdów. Sytuację ratowały środki desantowe 2 SBI, przy pomocy których przerzucano morzem pojazdy i zaopatrzenie do kolejnych magazynów nadbrzeżnych; postępy wojsk alianckich były więc nieznacznie tylko opóźnione i czołowe bataliony australijskie dotarły 8 września do poważniejszej przeszkody jaką okazała się rzeka Busu. Wezbrana rzeka, głębokości 150 cm i szerokości 20 m u ujścia, płynęła z prędkością ponad 6 m/sek., a drugi brzeg zajmowali gotowi do obrony Japończycy. Alianckie patrole próbowały pokonać Busu z marszu, ale japoński ostrzał i wartki nurt zmusił je do odwrotu. Dopiero 9 września po południu cztery kompanie strzeleckie pokonały rzekę na pontonach bądź wpław – przy czym stracono kilku ludzi i sporo uzbrojenia – i zdołały utworzyć przyczółek, a nawet odeprzeć japoński kontratak, a tymczasem środki desantowe 2 SBI przewoziły na tyły wroga poszczególne elementy 24 BP. Deszcz, mgła i ciemności uniemożliwiły Japończykom celny ostrzał, w rezultacie do wieczora cała brygada znalazła się na brzegu i mogła zaatakować obrońców Rzeki Busu od tyłu. W rezultacie żołnierze japońscy wycofali się w głąb dżungli, a oddziały australijskie ruszyły wprost na Lae. 

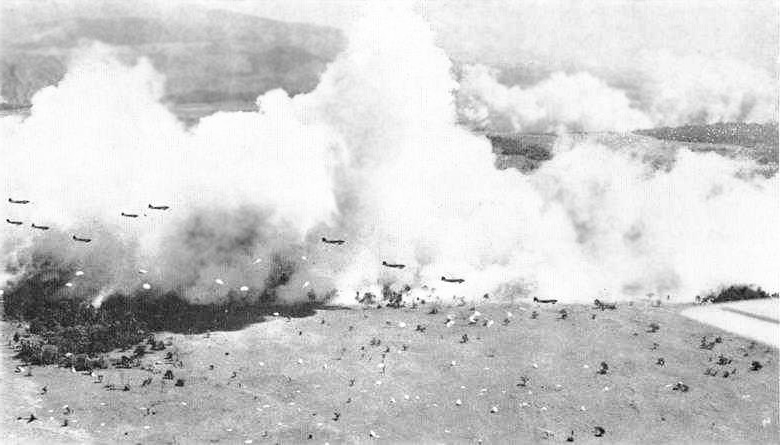
Lądowanie amerykańskich spadochroniarzy pod Nadzab

Tymczasem 5 września o świcie 1700 żołnierzy 503 Regimentu Powietrznodesantowego US Army (dalej 503 RPD), wraz z dwoma działonami haubic 25–funtowych z australijskiego 4 Regimentu Artylerii Polowej (dalej 4 RAP), przygotowywali się w Porcie Moresby do akcji, w której miało wziąć udział prawie trzysta samolotów, w tym 96 transportowych C-47 zwanych przez Australijczyków Dakotami. Australijscy artylerzyści otrzymali spadochrony i jedynie krótką instrukcję jak się z nimi obchodzić, bowiem żaden poprzednio nie wykonywał skoków ze spadochronem. Start pierwszej maszyny nastąpił o godz. 8.25, a o 8.40 wszystkie były w powietrzu. Przeleciały nad pasmem górskim Owena Stanleya, po czym uformowane zostały w trzy równoległe kolumny, w których liczące po sześć maszyn dywizjony leciały tak, by każdy następny samolot znajdował się nieco wyżej niż poprzedni. Przelatując nad Tsili Tsili samoloty transportowe otrzymały wsparcie bombowców i myśliwców. O godzinie 10.20, po ostrzelaniu terenu przez sześć dywizjonów B-25 i położeniu zasłony dymnej spadochroniarze dokonali desantu nieopodal lotniska w Nadzab, około 30 km od Lae. Straty spadochroniarzy wyniosły 3 zabitych (spadochrony dwóch skoczków nie otworzyły się, a jeden wylądował na drzewie i spadł z wysokości 20 m) i 33 rannych. Nadzab zostało obsadzone i zabezpieczone, a żołnierze przystąpili do naprawiania pasa startowego na przyjęcie samolotów transportowych, które wróciły do Portu Moresby, by przewieźć żołnierzy australijskiej 7 DP generała majora George’a Vaseya. Podczas lądowania 503 RPD australijskie oddziały (2 Batalion Pionierów, Batalion Piechoty Papuaskiej i 6 kompania 4 RAP), które maszerowały w dół doliny Watut, sforsowały Markham i dołączyły po południu do Amerykanów. Całą operację obserwowali z bezpiecznej wysokości generałowie Kenney i MacArthur, który miał potem napisać: „po raz pierwszy zastosowałem strategię uderz tam, gdzie ich nie ma”.
Następnego dnia w Nadzab wylądowała pierwsza Dakota, która przywiozła czołowy element 87 Batalionu Inżynieryjnego USAAF, a 7 września kolejne dostarczyły z Marilinan gen. Vaseya wraz ze sztabem 7 DP oraz część 25 Brygady Piechoty. Do 10 września przerzucono już tylu żołnierzy i ich uzbrojenia, że można było zluzować 503 RPD, który 17 września powrócił do Portu Moresby. W ciągu dwóch tygodni saperzy i piechurzy zbudowali dwa równoległe pasy startowe o długości około 2000 m i przystąpili do konstrukcji sześciu następnych.
11 września, gdy 9 DP przekroczyła rzekę Busu i zbliżała się do Lae, 25 BP – wspierana ogniem dział 4 RAP – starła się z około dwustu Japończykami na terenie plantacji Jensena. Walkę prowadzono z niewielkiej, nawet kilkunastometrowej, odległości. Po pokonaniu obrońców, którzy zostawili na placu boju 33 poległych, czołowy batalion brygady musiał 14 września wyprzeć nieprzyjaciela z plantacji Heatha, gdzie zabito 312 Japończyków. Zajęto też bez walki plantację Edwarda. Sytuację utrudniało jednak teraz nagłe zwężenie doliny, która biegła wąskim przesmykiem między szeroko rozlaną rzeką a niewielkim pasmem górskim Atzera; ponadto Australijczycy znaleźli się w zasięgu japońskich dział kalibru 75 mm. Tymczasem 15 września działa zamilkły. 25 BP wkroczyła do Lae 16 września rano, a po południu dotarła do miasta od wschodu 24 BP. Lae zostało wzięte, a Japończycy zniknęli.
24 sierpnia, gdy wojska alianckie zbliżały się do Salamauy, gen. Nakano, dowódca 51 DP, wydał rozkaz treści następującej:

Salamaua nie może wpaść w ręce wroga. To odpowiedzialność dywizji. Ta pozycja to nasza ostatnia linia obrony i nie cofniemy się z niej. Jeśli nie zdołamy jej utrzymać, zginiemy w walce, a ja spalę nasz dywizyjny sztandar. Nawet ranni i chorzy muszą wstać i bić się. Nikt nie odda się do niewoli.

Jednakże Imperialna Kwatera Główna miała inne zapatrywania. Dla utrzymania doliny Ramu, pasma górskiego Finisterre i portu w Finschhafen, liczył się każdy żołnierz. Nakano – za pośrednictwem generałów Imamury (dowódca 8 Grupy Armii) i Adachiego (dowódca 18 Armii) z Rabaulu – otrzymał rozkaz wycofania się na północ, na drugą stronę półwyspu Huon. Pierwsza kolumna ruszyła w głąb dżungli 12 września, ostatnia trzy dni później. Do pokonania było około 60 km. Początkowo marsz był dobrze zorganizowany, ale Nakano nie przewidział przeszkód. Przygotowano racje żywnościowe na dziesięć dni, a w tym czasie kolumna czołowa dotarła dopiero do trawersu szczytu Salawatek, a więc pokonała zaledwie połowę drogi. Górzysty teren zarośnięty gęstwą tropikalnej roślinności, brak pożywienia i lekarstw szybko wyczerpywał siły nękanych przez alianckie lotnictwo Japończyków. Do wioski Soi dotarło tylko 1500 żołnierzy, z czego zaledwie czterystu z bronią. Reszta garnizonów Salamaua i Lae zmarła na szlaku.

## Półwysep Huon

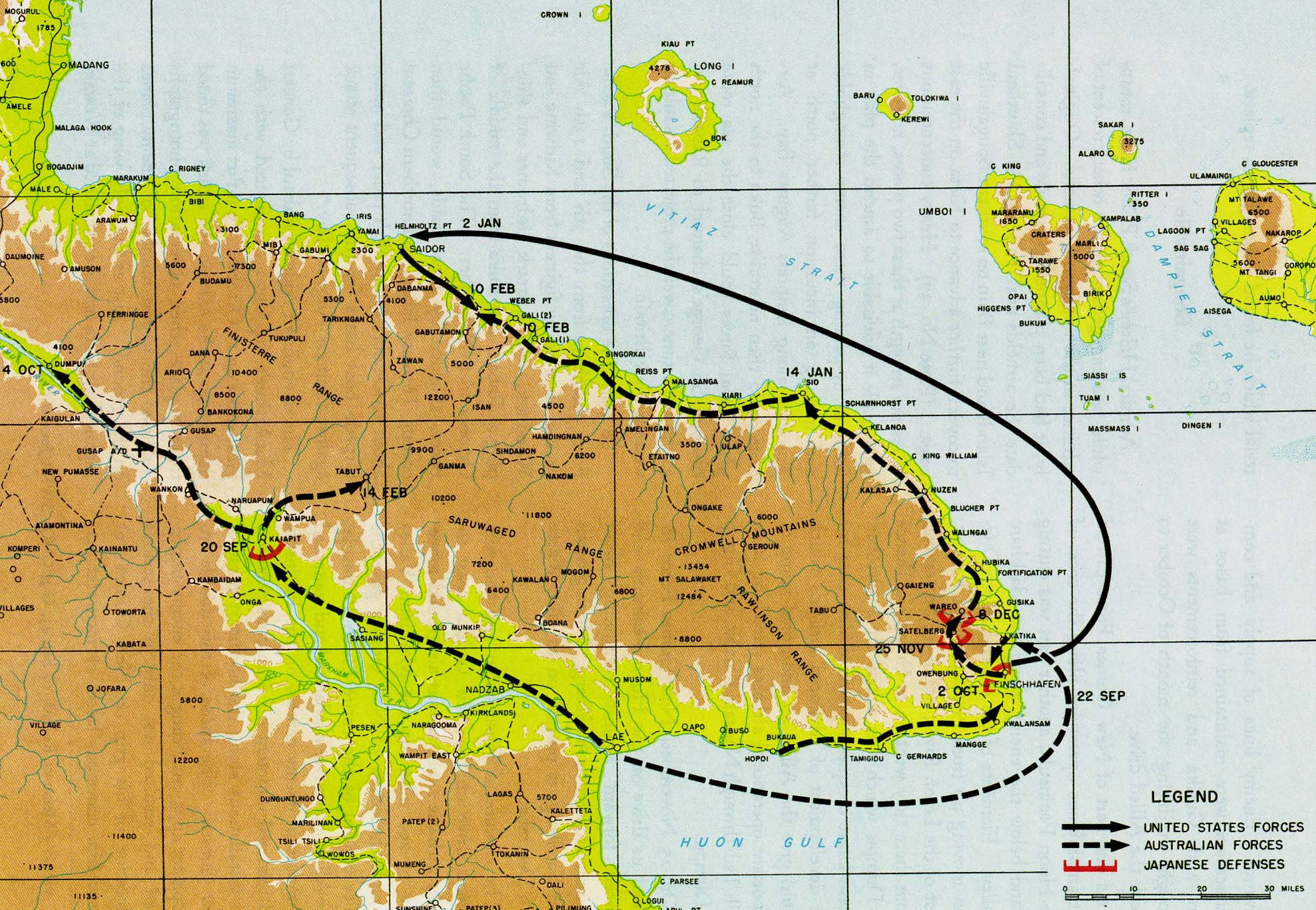
Mapa półwyspu Huon w czasie walk 1943-1944

Zdobycie baz Salamaua i Lae nie oznaczało jeszcze pełnego panowania nad cieśninami Witiaz i Dampiera. By to osiągnąć alianci musieli zająć lotniska pod Finschhafen na półwyspie Huon i na Przylądku Gloucester na Nowej Brytanii. Operacji tych nie można było przeprowadzić jednocześnie, bowiem VII Zespół Amfibijny nie dysponował wystarczającą liczbą jednostek. Podczas narady sztabowej 3 września w Porcie Moresby Blamey sugerował, by Finschhafen wziąć desantem z morza, a następnie posunąć się na zachód, do Sio leżącego w jednej trzeciej ponad 290-kilometrowej drogi z Finschhafen do Bogadjim, w celu zabezpieczenia lewej flanki ataku na Gloucester. Z kolei Kenney zalecał głęboką penetrację doliny rzeki Ramu aż do jej ujścia w zatoce Hansa, by dopiero tam skręcić na południe i wschód na Madang i Finschhafen, ale ostatecznie MacArthur przyjął skróconą nieco wersję: desant morski pod Finschhafen i powietrzny na lotnisku w Dumpu w dolinie Ramu, co miało zostać poprzedzone zajęciem wioski Kaiapit w górnej partii doliny rzeki Markham.
Lądowa część zadania wydawała się łatwa, bowiem wysyłane w górę doliny patrole informowały, że aż do rzeki Leron, dopływu Markham, nieprzyjaciela nie ma. Trudności nastręczała natomiast logistyka. Wobec braku dróg wszelkie zaopatrzenie musiano dostarczać drogą powietrzną. Samoloty Kenneya z jedną kompanią piechoty australijskiej wylądowały 17 września na zbudowanym przed wojną i nieczynnym lotnisku około 50 km od Nadzab, w pobliżu ujścia rzeki Leron. Następnie Australijczycy przemaszerowali 12 km do Kaiapit, skąd po ostrej walce wyparli 19 września japońską załogę. Mimo ponawianych kontrataków nieprzyjaciela utrzymali wioskę do 21 września, kiedy to samoloty transportowe przywiozły 21 BP i 25 BP z 7 DP Vaseya. Z końcem miesiąca obie brygady wkroczyły do doliny rzeki Ramu, a 6 października zajęły Dumpu, gdzie założona została kwatera dowództwa 7 DP. Alianci nie spodziewali się, że uda im się tak łatwo i szybko otworzyć trasę, którą można było wyjść na tyły Japończyków. 
Drogę lądową z Lae do Nazabu i dalej w górę doliny zaczęto budować zaraz po zdobyciu Lae, ale ulewy pory deszczowej znacznie opóźniły prace, w rezultacie postępy trwały znacznie dłużej niż się początkowo spodziewano. Planiści alianccy musieli wziąć pod uwagę zarówno kontrataki nieprzyjaciela, jak i przeciwności terenowe. Dopiero w listopadzie udało się ukończyć pierwszy odcinek, dzięki czemu dostarczanie zaopatrzenia z Lae do Nadzab przestało być problemem. 
Działania Vaseya były prowadzone równolegle z akcją 9 DP Woottena, który 17 września odebrał rozkaz natychmiastowego wysadzenia desantu w okolicach Finschhafen. Admirał Barbey miał bardzo mało czasu na przygotowanie flotylli pojazdów amfibijnych, ale skompletował osiem LST, szesnaście LCI, dziesięć niszczycieli i cztery APD 21 września pod Lae, a następnego dnia wysadził 20 BP oraz oddziały towarzyszące na „plaży purpurowej” 10 km na północ od Finschhafen u ujścia rzeki Song, podczas gdy 22 Batalion Piechoty ruszył z Lae wzdłuż wybrzeża z zadaniem zaszachowania nieprzyjaciela w okolicach zatoki Langemak nieco na południe od miasta. Siły główne lądowały przed świtem. Sternicy mieli trudności z odnalezieniem właściwego miejsca, w rezultacie większość LCI pierwszych dwóch fal desantu znalazła się na brzegu w małej zatoczce na południe od „plaży purpurowej”, nie napotykając oporu. Dopiero trzecia fala – już w świetle dziennym – dotarła do celu i tu natrafiono na ostrzał prowadzony z kilku japońskich bunkrów na skraju dżungli. O godz. 9.30 opór został przełamany, a Japończycy wycofali się w głąb dżungli. Sprawnie wyładowano zaopatrzenie i ciężki sprzęt, w tym czołgi. 17 Batalion zabezpieczył przyczółek, a 13 Batalion ruszył ku wiosce Heldsbach położonej niedaleko lotniska Finschhafen

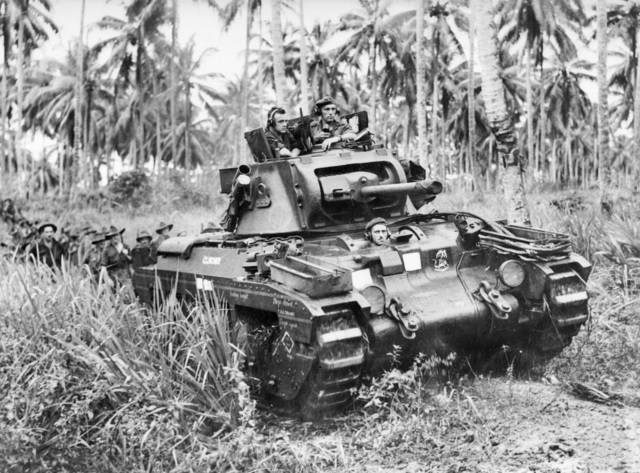
Australijski czołg Matilda Mk II pod Finschhafen

Tymczasem z Madangu wzdłuż wybrzeża maszerowała z odsieczą dla garnizonu Finschhafen japońska 20 DP generała Shiregu Kitagiri. 22 września dotarła do wioski Gali (160 km od Finschhafen), gdzie jej dowódca zapowiedział Yamadzie, że 10 października dotrze na miejsce i nawiąże łączność z jego oddziałami skupionymi w głębi dżungli. Imamura, który również odebrał tę depeszę, nakazał pośpiech, ale nie było to możliwe, gdyż wobec aktywności lotnictwa i floty alianckiej trzeba było zrezygnować z barek, na pokładach których transportowano ciężki sprzęt dywizji, i ciągnąć działa oraz transportować amunicję lądem, co bardzo spowalniało marsz. Alianci nie musieli się spieszyć, tym bardziej że nieprzyjaciel (gen. Eizo Yamada miał zaledwie 1000 żołnierzy) wycofał się z miasta i okopał na szczycie wybitnego wzniesienia Satelberg (1100 m n.p.m.) odległego około 15 km od wybrzeża. W tej sytuacji Finschhafen zostało zajęte 2 października – przy ostrzale artyleryjskim i szarży kilkunastu czołgów – bez większego oporu.
Lotnictwo japońskie zostało wprawdzie w znacznej części zneutralizowane, ale aktywne wciąż były okręty podwodne, które 4 października zatopiły niszczyciel USS „Henley”, w związku z czym dowódca zespołu amerykańskich niszczycieli wycofał jednostki do zatoki Milne’a, a cały ciężar walki z okrętami nieprzyjaciela wzięły na siebie australijskie i amerykańskie kurty torpedowe.
MacArthur i Blamey rozkazali Woottenowi, by po zająciu Finschhafen rzucił swe siły na odległą o 90 km wioskę Sio, ale dowódca 9 DP nie mógł tego uczynić mając lewe skrzydło narażone na atak z Satelbergu, a zwłaszcza z wysuniętej ku wybrzeżu grani Wareau. O tym, iż takie zagrożenie jest realne przekonał się już 26 września, gdy Yamada przeprowadził siłami 80 Regimentu Piechoty (dalej 80 RP) nieudany atak na australijski przyczółek. Tymczasem licząca 2354 żołnierzy japońska 20 DP była coraz bliżej. 30 września wkroczyła do Sio, gdzie Kitagiri postanowił posuwać się ku pozycjom na Satelbergu nie wzdłuż wybrzeża, a dżunglą. Popełnił jednocześnie błąd, często powtarzany przez japońskich dowódców, nakazując swym oddziałom – zamiast skoncentrować się – uderzać na siły alianckie z marszu, w miarę docierania na Satelberg. Przewidywał atak dwoma regimentami z gór i koordynowany niewielki desant od strony morza. Nie wiedział, że wywiad aliancki rozszyfrował jego depesze i że Australijczycy są przygotowani. W tej sytuacji uderzenie lądowe, jak i desant 155 ludzi z 79 RP, zostały krwawo odparte. Było to 16 października o świcie. Pozycji na brzegu strzegło kilku saperów z amerykańskiego 53 Regimentu Desantowo-Brzegowego (dalej 53 RDB) z działkiem 37 mm, którego celowniczym był szer. Nathan Van Noy. Japończycy po wydostaniu się na brzeg obrzucili Amerykanów granatami raniąc Van Noya, który mimo to dopuścił ich na najbliższą odległość, po czym otworzył ogień zabijając około trzydziestu. Van Noy zmarł z odniesionych ran, a pośmiertnie został odznaczony Medalem Honoru.
Japońskie ataki z Satelbergu powtarzały się niemal codziennie do 25 października, ale bez powodzenia. Australijczycy stracili 49 zabitych, ale odnotowali śmierć 678 żołnierzy nieprzyjaciela. Japończykom zaczynało brakować żywności i amunicji, w czym nie mogło pomóc moralne wsparcie Adachiego, który 31 października przybył z Rabaulu przez Madang na Satelberg i pozostawał tam cztery dni. Tymczasem Wootten był gotów podjąć ofensywę, bowiem 17 listopada otrzymał dodatkową 4 BP. Brygada ta miała utrzymać przyczółek, podczas gdy trzy pierwsze brygady 9 DP atakować. Ze wsparciem artylerii, czołgów i rakiet z LCVP u brzegu, Australijczycy 8 grudnia zdobyli Wareo i Satelberg, a 15 stycznia wkroczyli do Sio. Po drodze co rusz natrafiali na ciała zabitych lub zmarłych Japończyków. Relacje z japońskiego „marszu śmierci” są wstrząsające:

Zwłoki stały się znakami drogowymi. Mówiły: idź po nas, a dojdziesz gdzie trzeba... Nowa Gwinea była zielona, przerażająco zielona. Gdyby był tam jakiś inny kolor na pewno byś go zauważył. Ta zieleń nie uspokajała, bo to była zielona pustynia. Czołowe oddziały zjadły wszystko, co do jedzenia się nadawało. Inni musieli wynajdywać to, co jeszcze zostało, albo umierać z głodu. Liczba tych co padli na szlaku gwałtownie rosła. Gdy opuszczaliśmy Finschhafen byliśmy wyczerpani i głodni. Teraz czołgaliśmy się po stromych, oślizgłych ścieżkach w górę i w dół, w górę i w dół w lejącym od pół roku deszczu. To nie był deszcz jak w Japonii, to był wodospad. Karabiny rdzewiały, rany nie chciały się goić. A ulewa trwała i trwała. Strumienie wody spadały z daszka mej czapki prosto do ust, co groziło utopieniem gdyby woda dostała się do płuc. Posuwaliśmy się naprzód, ale czasami zatrzymywaliśmy się na odpoczynek. Nie na długo. Trzeba było wstać i iść. Nie wszyscy byli w stanie. Mówili: posiedzę jeszcze chwilę... więcej już ich nie widzieliśmy. Któregoś dnia natknąłem się na podoficera Kempeitai, który zapytał o mego towarzysza. Został by trochę jeszcze odpocząć – wyjaśniłem, a on na to, że powinienem go zabić, bo mógłby dostać się w ręce wroga. Ci z Kempeitai nazywali to zabijaniem z łaski. Znałem wojskowego lekarza, który zgłosił się na ochotnika do zabijania wszystkich rannych, którzy nie mogą być ewakuowani...

## Rezultaty
Nie był to koniec walk o Nową Gwineę, ani nawet koniec walk na półwyspie, ale alianci osiągnęli swe strategiczne cele: lotniska, z których można było panować nad cieśninami były w ich rękach. Gdy ukończono budowę drogi z Lae do Nadzabu i lotnisk można było przygotować ofensywę na cele położone dalej na zachód i tym samym opanować całą Nową Gwineę, co jednak trwało do końca wojny.
Salamaua nie była poważnie brana pod uwagę jako baza sił alianckich. Australijski generał porucznik Edmund Herring odwiedził to miejsce 19 września 1943 roku, a więc trzy dni po zdobyciu i stwierdził, że nie ma tam nic poza kraterami po bombach i stertami żelastwa. W tej sytuacji zalecił odstąpienie od wykorzystania Salamauy i skoncentrowanie się na Lae. W rezultacie w Lae powstały dwie bazy: australijska podbaza i amerykańska Baza E, co Herring nazwał nieco na wyrost „Fortecą Lae”.